# عبد الله بن متعب بن عبد الله آل سعود
عبد الله بن متعب بن عبد الله بن عبد العزيز  آل سعود (من مواليد 13 أكتوبر 1984) هو فارس قفز حواجز سعودي. شارك في الألعاب الأولمبية الصيفية 2008 في بكين وفي أولمبياد لندن 2012 للفروسية وحصل على الميدالية البرونزية. وهو حفيد الملك عبد الله بن عبد العزيز آل سعود

## حياته
ولد عبد الله بن متعب بن عبد الله بن عبد العزيز آل سعود في لندن في 13 أكتوبر 1984. تخرج من جامعة الملك سعود. والده متعب بن عبد الله بن عبد العزيز آل سعود وزير الحرس الوطني السابق.

## مسيرته الرياضية
شارك الأمير عبد الله في العديد من فعاليات القفز على الحواجز. تنافس في أولمبياد صيف 2008 في بكين وشارك أيضًا في أولمبياد لندن 2012. فاز فريق القفز على الحواجز للفروسية السعودي، بما في ذلك الأمير عبد الله، بالميدالية البرونزية في أولمبياد صيف 2012. أنهى الأمير عبد الله الجولات برصيد 13 خطأ.

## روابط خارجية
- عبد الله بن متعب على موقع أوليمبيديا (الإنجليزية)